# Auguste Böhm
Auguste Böhm (Ieper, 11 oktober 1819 – 26 augustus 1891) was een Ieperse kunstenaar met een Poolse grootvader: Stanislas Böhm. Grootvader had een Duits klinkende naam.

## Familiekroniek
Grootvader Stanislas Böhm, afkomstig uit Sustogghan, Polen. Hij kwam in 1786 naar Ieper, waar hij in 1798 huwde met Maria Pieters. Hij overlijdt op 2 februari 1824.
Hun zoon (Jean) François Emmanuel Böhm (26 december 1801 – 8 maart 1873) huwt haastig met kantwerkster Reine Adelaïde Isabelle Verdoene op 18 augustus 1819.
Nog geen 2 maanden later wordt hun zoon François Ignace Augustin Böhm geboren op 11 oktober 1819. Hij zal als Auguste Böhm door het leven gaan. Op 8 januari ? wordt een tweede zoontje levenloos geboren. Op 17 april 1823 wordt Augustinus Joannes Constantinus Böhm geboren, maar het ventje zal op 16 oktober van datzelfde jaar overlijden in het huis van zijn grootvader Stanislas. Er volgen geen kinderen meer en Auguste zal hun enige nakomeling blijven.

## Biografische Tijdlijn
- 1823: vader François studeert aan de Ieperse academie en hij beoogt een carrière als kunstschilder.
- 1824: Grootvader Stanislas Böhm overlijdt op 2 februari.
- 1824, 1826 en 1828: vader François wint de belangrijkste prijzen aan de Ieperse Academie.
- 1829: Vader François vertrekt met vrouw en kind naar Parijs. Hij zal er aan de "École des Beaux-Arts" studeren bij François Kinsoen (uit Brugge) en Fransman Léon Cogniet. Vader François wil zich specialiseren als portretschilder.  Hij geeft het eerste kunstonderricht aan zijn zoontje Auguste. De familie woont er in de Rue de la Michodière 12.
- 1835: Auguste verblijft een tijdje in zijn geboortestreek (Ieper). Hij vult twee kleine schetsboeken met tekeningen van Ieper, Vlamertinge, Zillebeke, Dikkebus, Sint-Jan, Brielen, Zonnebeke, Langemark, Wijtschate, Kemmel, Mesen, ... tot De Panne. In deze periode kunnen we zijn korte leertijd aan de Ieperse Academie situeren.
- 1836: Auguste (inmiddels 17 jaar oud) exposeert enkele werken In de Lakenhallen van Ieper.  Hij stelt er o.a. "Intérieur d'une sacristie" en "Un Intérieur" tentoon.
- 1837: Het schepencollege van Ieper kent een subsidie toe aan Auguste Böhm om zijn studies in de schilderkunst te ondersteunen. Auguste volgt een opleiding tot landschapsschilder en landschapstekenaar in de ateliers van de gevestigde Franse meesters Charles Delaye (1793) en Jules Coignet (1798 - 1860). In ditzelfde jaar schildert Auguste een landschap met als titel "Route de La Celle-St-Cloud", een werk dat tot aan de eerste wereldoorlog in het Stedelijk Museum van Ieper bewaard zou worden.
- 1838: Vader François en moeder Reine keren naar Ieper terug. François krijgt een belangrijke opdracht: hij mag een portret op ware grootte schilderen van koning Leopold I.  Auguste blijft in Parijs. Hij ontvangt 400 fr. van het Ieperse stadsbestuur om zich verder in de schilderkunst te bekwamen.
- 1839: ook dit jaar krijgt Auguste een subsidie van 400 fr. Hij schildert een landschap met de torens van Ieper op de achtergrond.  In augustus van dit jaar maakt hij een rondreis door Frankrijk om er  potloodschetsen te maken van architectonische, interessante details.  Hij is werkzaam in Boulogne, Créteil, Maisons, Bezons, Clamart, Chatenay, Colombes en Ivry. (Zowel ten noordwesten en ten zuidoosten van Parijs) Het schepencollege van Ieper beslist om de subsidie voor 1840 aanzienlijk te verhogen: van 400 fr. naar 900 fr.

## Gallerij

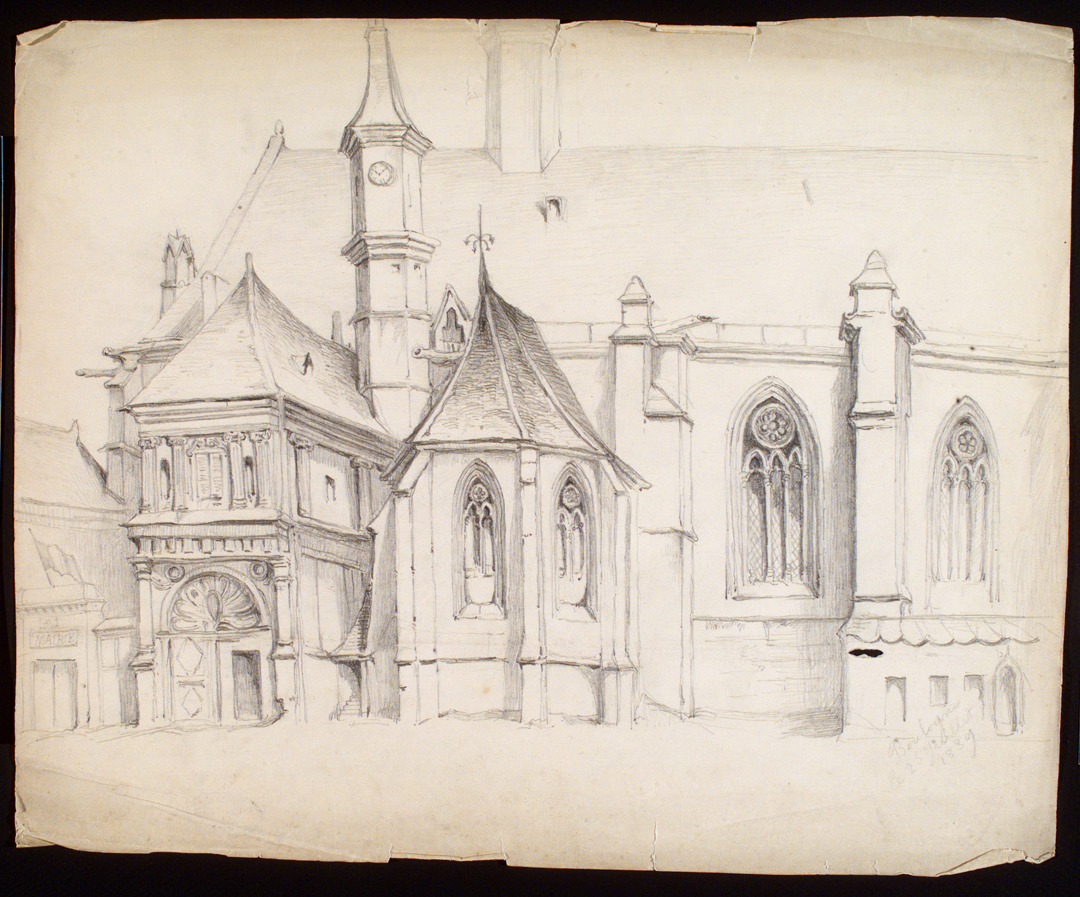
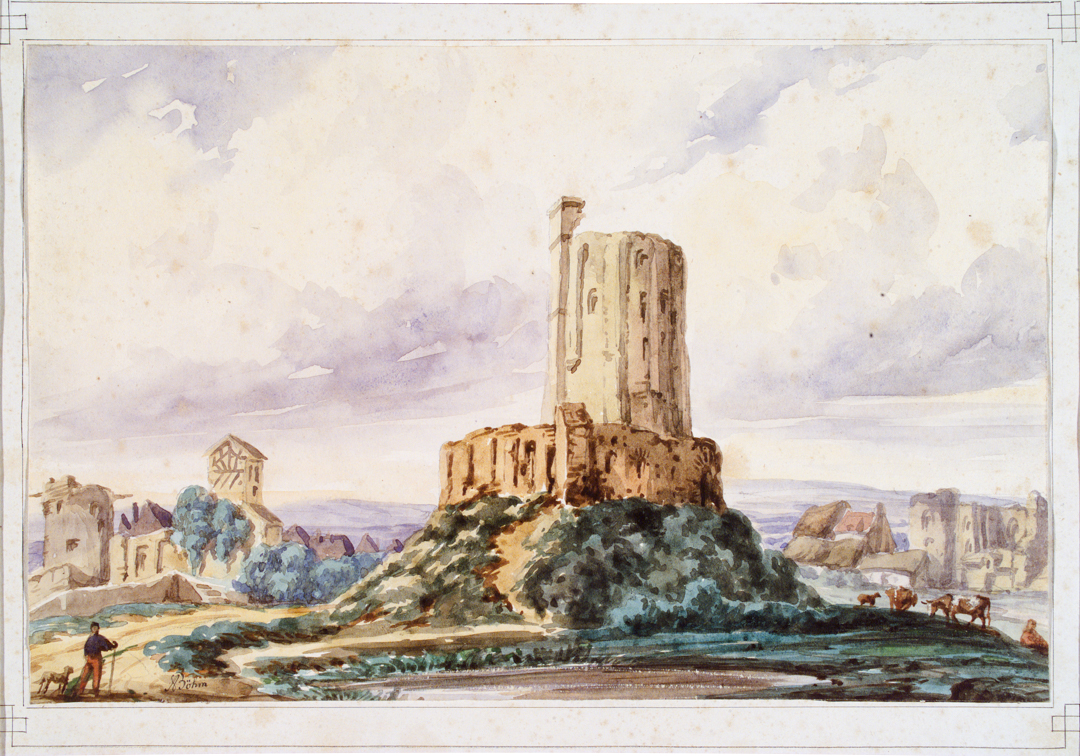
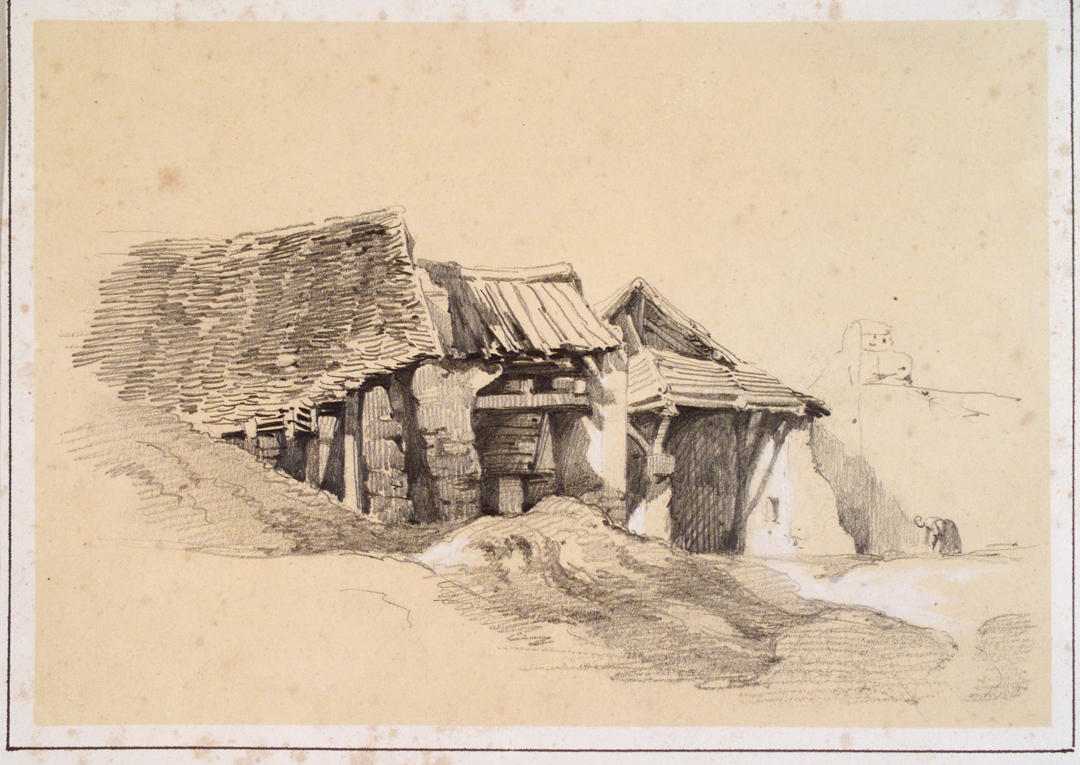
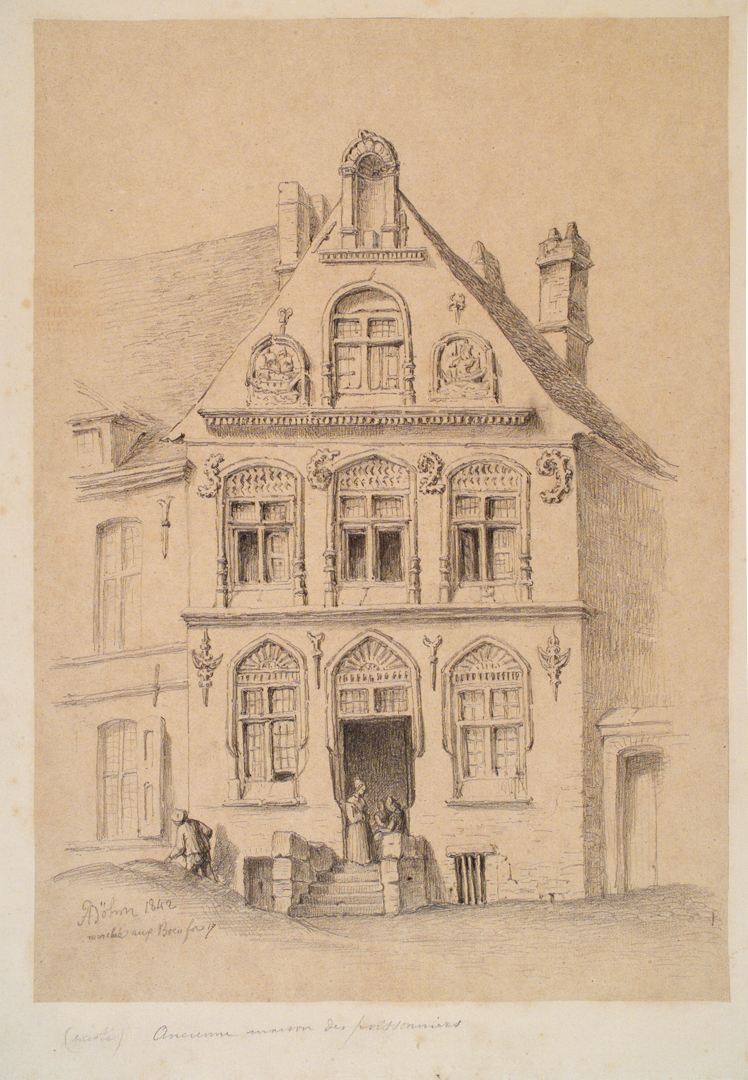
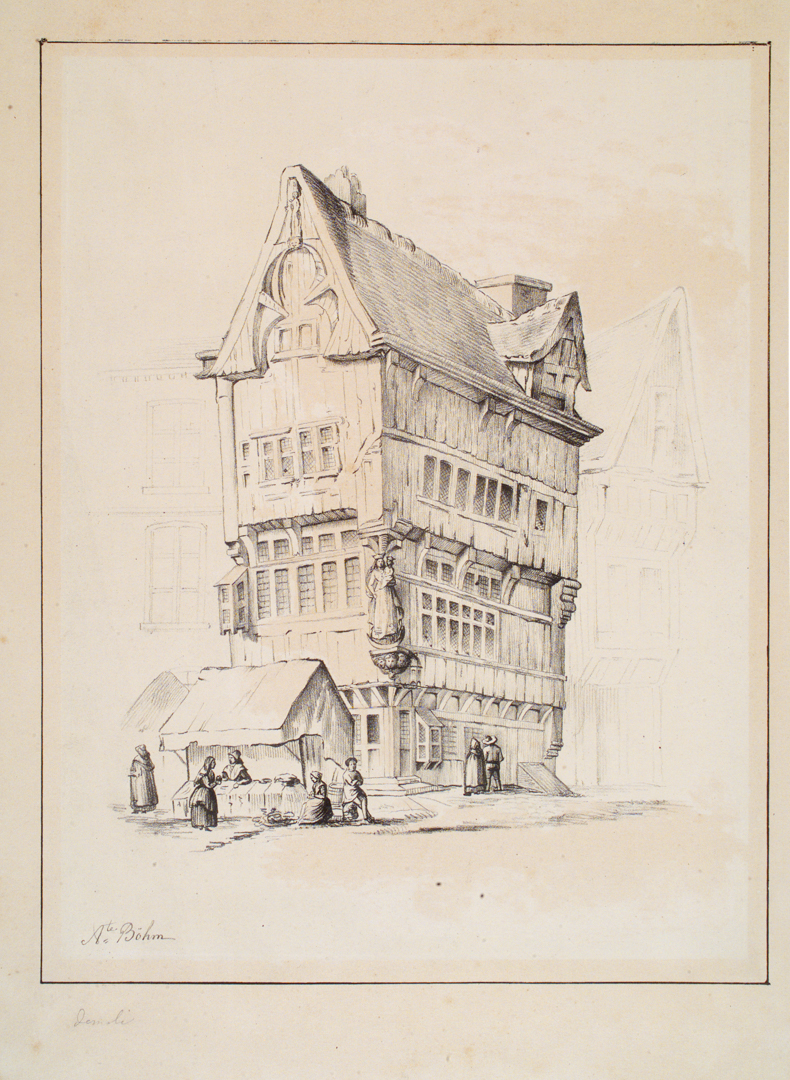
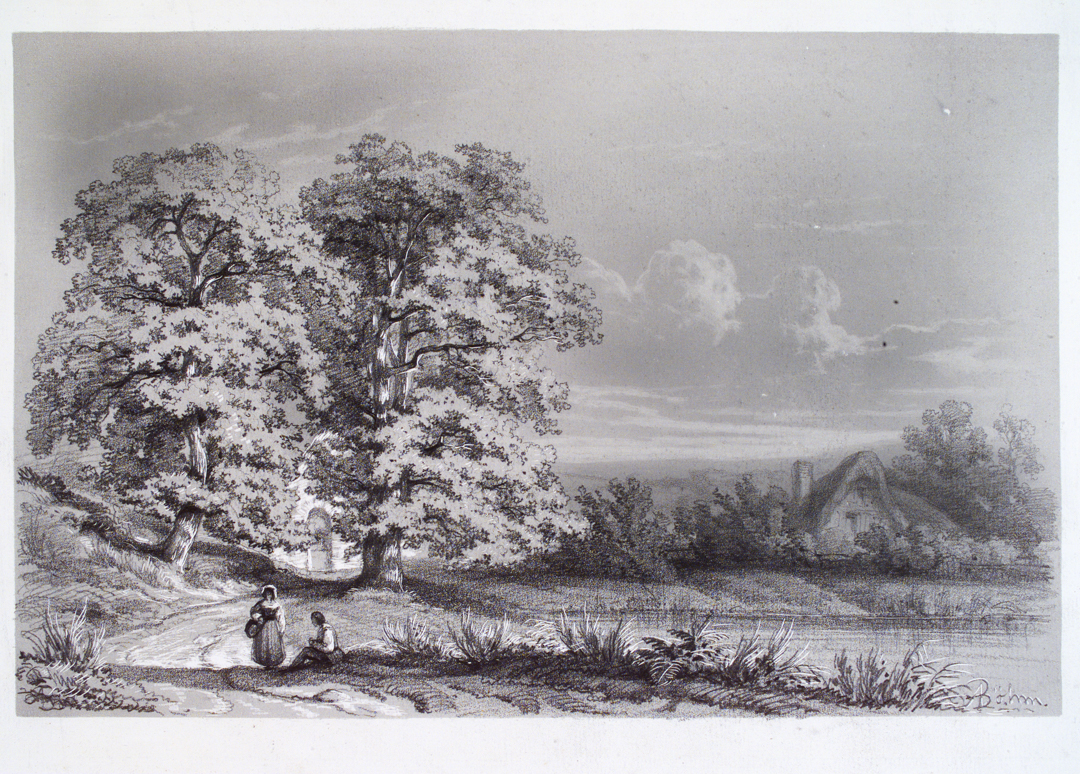
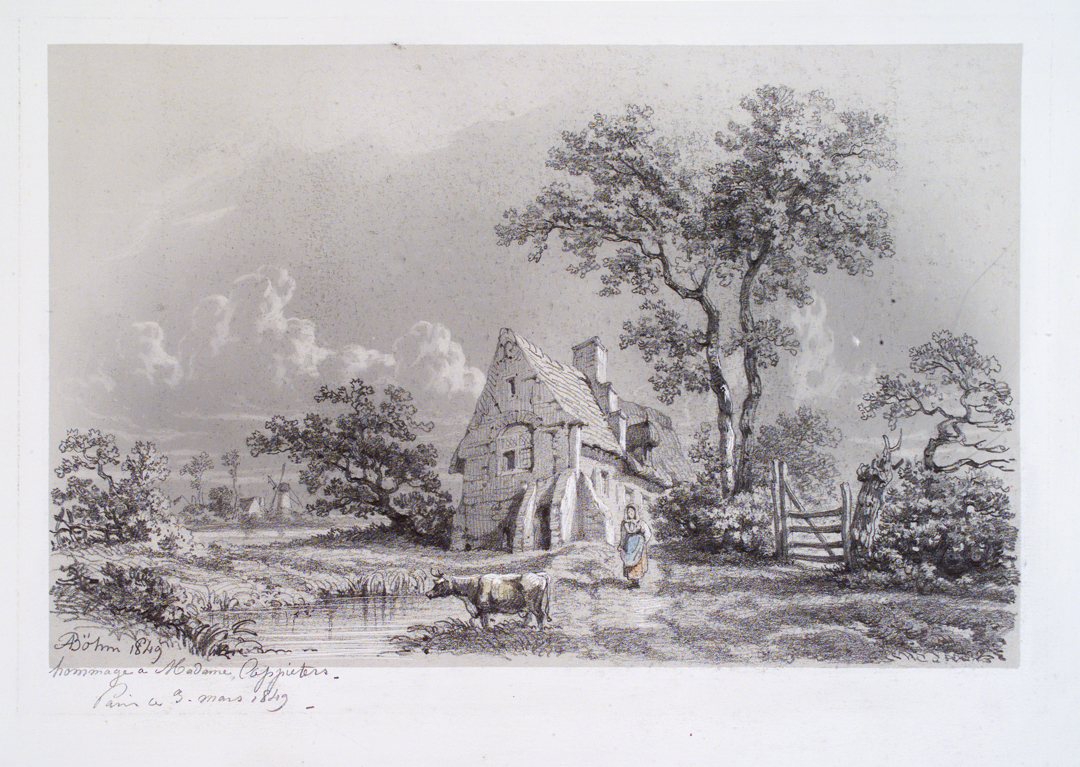
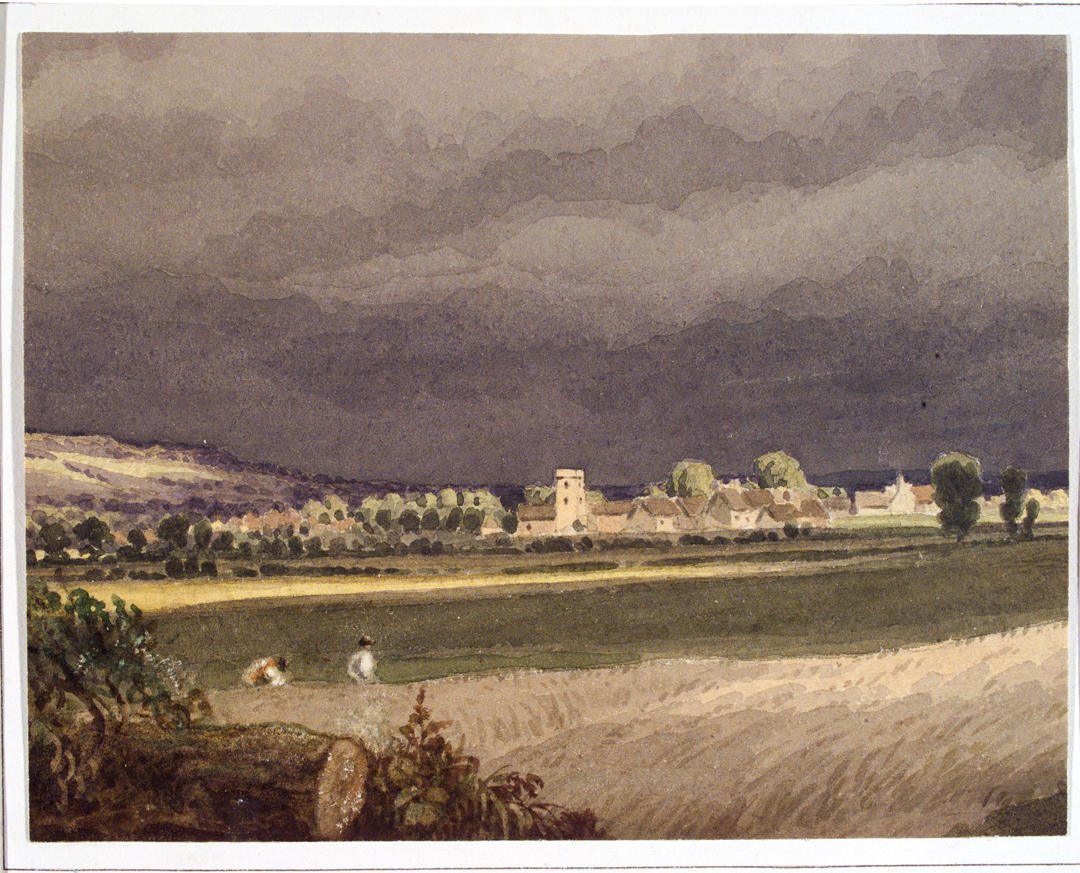

- Bibliothèque nationale de France: cb148759425 (data)
- Gemeinsame Normdatei: 174349475
- International Standard Name Identifier: 0000 0000 3648 065X
- Library of Congress Control Number: n2004006221
- RKD-Nederlands Instituut voor Kunstgeschiedenis: 9600
- Système universitaire de documentation: 116372001
- Union List of Artist Names: 500299530
- Virtual International Authority File: 63393794
- WorldCat: E39PBJqvVGx8tfTF4KyTxKM773